# Mateas Delić
Mateas Delić (Sanski Most, 17. lipnja 1988.) je hrvatski nogometaš koji trenutačno igra u Slaven Belupu u kojem je počeo svoju nogometnu karijeru. Igra lijevom nogom. Nastupao je za hrvatske mlade reprezentacije. S pionirima Slavena 2002./03. bio je doprvak Hrvatske.
Dana 24. veljače 2018. godine pogotkom donosi prvu povijesnu gostujuću pobjedu Slaven Belupu na Poljudu protiv splitskog Hajduka.

## Vanjske poveznice
- Profil na Sportnetu  Arhivirana inačica izvorne stranice od 14. srpnja 2014. (Wayback Machine)
- Profil, Transfermarkt (engl.)
- Profil, Soccerway (engl.)
- Profil, Hrvatski nogometni savez